# Kanton Villeneuve-d'Ascq-Nord
Kanton Villeneuve-d'Ascq-Nord (francouzsky Canton de Villeneuve-d'Ascq-Nord) je francouzský kanton v departementu Nord v regionu Nord-Pas-de-Calais. Tvoří ho pouze severní část města Villeneuve-d'Ascq.